# La Roche-Mabile
La Roche-Mabile – miejscowość i gmina we Francji, w regionie Normandia, w departamencie Orne.
Według danych na rok 1990 gminę zamieszkiwały 154 osoby, a gęstość zaludnienia wynosiła 30 osób/km² (wśród 1815 gmin Dolnej Normandii La Roche-Mabile plasuje się na 732. miejscu pod względem liczby ludności, natomiast pod względem powierzchni na miejscu 876.).